# Кіхоку (Ехіме)

Кіхо́ку (яп. 鬼北町, きほくちょう, МФА: [kʲihoku t͡ɕoː]?) — містечко в Японії, в повіті Кіта-Ува префектури Ехіме. Розташоване в південно-західній частині префектури. Отримало статус містечка 2005 року. Площа становить 241,87 км². Станом на 1 липня 2012 року населення складало 11 305  осіб, густота населення — 46,7 осіб/км².   